# 8-я пехотная дивизия (Болгария)
8-я Тунджанская пехотная дивизия (болг. Осма пехотна тунджанска дивизия) — соединение болгарской армии, участвовавшее во Второй Балканской войне и обеих мировых войнах.

## История

### Формирование
8-я дивизия ведёт свою историю от Восточнорумелийской милиции, созданной в 1879 г. и состоявшей из 12 батальонов. После присоединения Восточной Румелии к Болгарии в 1885 г. батальоны были сведены в четыре полка (9-й, 10-й, 11-й, 12-й), объединенных в две бригады (5-ю и 6-ю). В 1889 г. на их основе были развёрнуты четыре новых полка (21, 22, 23, 24). В 1891–1892 гг. 5-я и 6-я бригады были переформированы в 2-ю Тракийскую и 3-ю Балканскую дивизии соответственно. Во 2-ю дивизию вошли 9-й, 10-й, 21-й и 22-й полки, в 3-ю – 11-й, 12-й, 23-й и 24-й. Районы дивизий разделялись линией, проходивший через Восточную Румелию (Фракию) с северо-запада на юго-восток. 
В 1903 г. болгарская армия была увеличена на 12 новых полков, что позволило создать три новые дивизии. Одной из них стала 8-я Тунджанская, сформированная 30 декабря 1903 года приказом № 83 из части войск 2-й и 3-й дивизий. Её дивизионный район включал в себя центральную часть Болгарской Фракии с центром в Стара-Загоре. Хотя дивизия получила название «Тунджанская», река, по которой её назвали, протекала в основном по территории 3-го дивизионного округа.
В 8-ю дивизию вошли 10-й Родопский полк (Хасково) из 2-й дивизии, 12-й Балканский (Стара-Загора) и 23-й Шипченский (Казанлык) полки из 3-й дивизии, а также вновь сформированный на основе 6-го резервного 30-й Шейновский полк, размещённый в Тырново-Сеймен. После сформирования в Болгарии в 1907 г. военно-инспекционных областей 8-я дивизия наряду с 2-й и 3-й вошла в состав 2-й военно-инспекционной области, охватившей всю территорию бывшей Восточной Румелии.

### Первая Балканская война
В преддверии Балканской войны в составе дивизии были три бригады: 1-я, 2-я и 3-я (51-й и 52-й пехотные полки), а также 8-й скорострельный и 8-й нескорострельный артиллерийские полки. Во время Балканской войны дивизией командовал генерал-майор Димитр Кирков. Дивизия участвовала в битве за высоту Курт-Кале 5 октября 1912 года, а при осаде Адрианополя две бригады участвовали в боях на южном секторе. 10-й Родопский и 23-й Шипкинский полки участвовали в атаке на восточном секторе, а 12-й Балканский полк в боях на южном секторе.

### Первая мировая война
Во время Первой мировой войны дивизия участвовала в боях как соединение 1-й армии при следующем составе и командовании:

#### Командиры и состав
Штаб дивизии
- Командиры дивизии: генерал-майор Тодор Митов, полковник Георги Бошнаков, генерал-майор Стефан Богданов
- Начальник штаба: подполковник Никола Янакиев
- Дивизионный инженер, командир 8-й сапёрной дружины, военный инженер: полковник Ангел Радославов
- Дивизионный врач, санитар: полковник Эмануил Шишманов
- Дивизионный интендант: подполковник Величко Преславский

1-я бригада
- Командир бригады: полковник Владимир Серафимов
  - Командир 10-го пехотного полка: подполковник Петр Атанасов
  - Командир 30-го пехотного полка: подполковник Злати Костов

2-я бригада
- Командир бригады: полковник Иван Пашинов
  - Командир 12-го пехотного полка: полковник Христо Бояджиев
  - Командир 23-го пехотного полка: подполковник Петр Манов

3-я бригада
- Командир бригады: полковник Иван Врбанов
  - Командир 55-го пехотного полка: подполковник Лазар Василев
  - Командир 56-го пехотного полка: подполковник Димитр Алексиев

8-я артиллерийская бригада
- Командир бригады: полковник Димитр Русчев
  - Командир 8-го артиллерийского полка: подполковник Иван Ватев
  - Командир 18-го артиллерийского полка: подполковник Константин Венедиков

В июле 1919 года дивизия была расформирована.

### Вторая мировая война
В годы Второй мировой войны дивизия, сформированная заново в 1938 году на основе пехотного полка, была развёрнута против Турции на т. н. "Фронте прикрытия". В начале декабря 1944 года в составе 1-й болгарской армии дивизия вместе с советскими войсками вступила в бой против немцев:

#### Командование и состав
Штаб дивизии
- Командиры дивизии: генерал-майор Никола Грозданов, генерал-майор Борис Харизанов
- Начальники штаба: полковник Станю Пенчев, полковник Борис Дечев
  - Командир 12-го пехотного полка: полковник Димитр Димитров
  - Командир 23-го пехотного полка: полковник Мартин Мартинов
  - Командир 30-го пехотного полка: подполковник Асен Луков, полковник Тодор Попов
  - Командир 8-го дивизионного артиллерийского полка: полковник Асен Стефанов

## Наименования
- 8-я Тунджанская пехотная дивизия (1904—1921)
- 8-й Беломорский пехотный полк (1921—1928)
- 8-й Тунджанский пехотный полк (1928—1938)
- 8-я Тунджанская пехотная дивизия (1938—1945)